# 聖胡安內波穆塞諾 (巴拉圭)

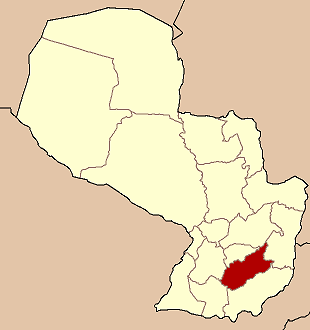

聖胡安內波穆塞諾（西班牙語：San Juan Nepomuceno），是巴拉圭的城鎮，位於該國東南部，由卡薩帕省負責管轄，距離亞松森243公里，面積1,011平方公里，海拔高度120米，2002年人口24,760，人口密度每平方公里24.49人。